# Cala del Leone

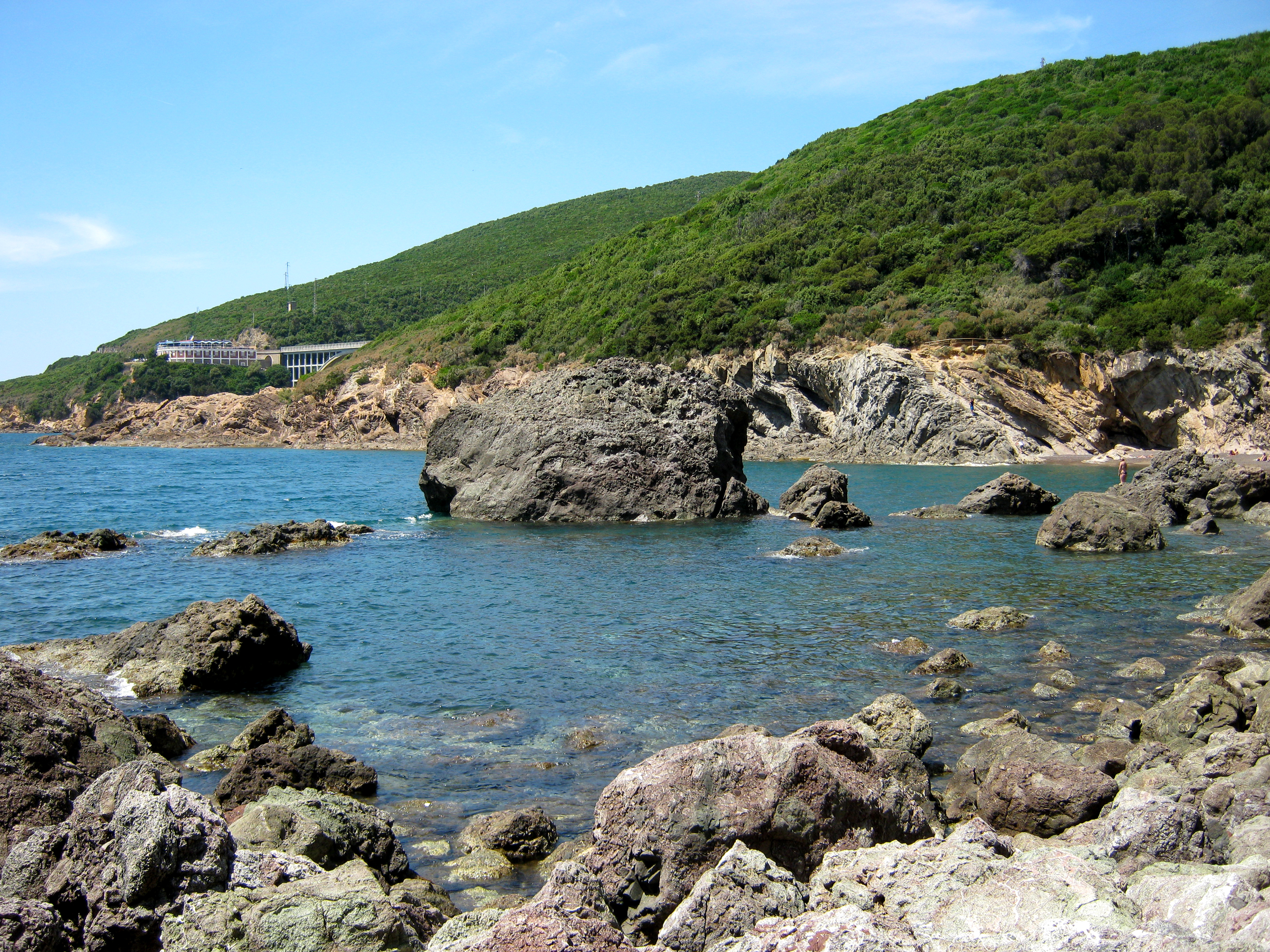
La cala vista dall'estremità sud

La Cala del Leone è un'insenatura del lungomare di Livorno, situata fra Calignaia e il promontorio Torre del Romito, dove sorge l'imponente castello che fu proprietà di Sidney Sonnino e dei suoi eredi. Il paesaggio e la natura suggestiva fanno sì che molti visitatori vi si avventurino, soprattutto in estate.
Il nome deriva da Leone De Renzis Sonnino, nipote di Sidney Sonnino, che nel 1922 ne aveva ereditato i beni a condizione di assumere il doppio cognome.

## Geografia e morfologia

### Formazione geologica
La Cala del Leone è formata da falesie, molto comuni nel litorale livornese. Vi sono, verso nord, forti presenze dell'arenaria Macigno, in cui è ben evidente la serie di eventi torbiditici e, sul lato sud, separato dal Macigno da un contatto tettonico, un affioramento dell'unità ligure, formata da gabbro e, al di sopra, da una copertura sedimentaria di argilliti e argille a Palombini.

### Come raggiungerla
Si trova in località "Il Romito", tra Calafuria e la frazione di Quercianella, subito a nord di Castello Sonnino. Partendo dalla via del Littorale si trova un sentiero coperto da alberi che scende fino alla spiaggia, con l'ultimo pezzo di scalini scavati nella roccia.